# Havana Brown (nhạc sĩ)
Havana Brown hay DJ Havana Brown (tên khai sinh là Angelique Frances Meunier; sinh ngày 14 tháng 2 năm 1985) là một nữ DJ, ca sĩ, nghệ sĩ thu âm, nhà sản xuất âm nhạc và vũ công người Úc. Năm 2008, Brown ký hợp đồng với Island Records Australia với tư cách là DJ cho công ty thu âm và bắt đầu phát hành loạt album tổng hợp Crave của cô, bao gồm những bản phối lại các bài hát của nhiều những nghệ sĩ khác nhau. Cô từng có những chuyến đi lưu diễn với một số ca sĩ tên tuổi như Britney Spears, Rihanna, Pussycat Dolls, Chris Brown và Enrique Iglesias.
Brown ra mắt công chúng với tư cách nghệ sĩ thu âm vào năm 2011, với đĩa đơn "We Run the Night", đạt vị trí thứ 5 trên Bảng xếp hạng đĩa đơn ARIA của Úc và được chứng nhận ba đĩa bạch kim bởi Hiệp hội Công nghiệp ghi âm Australia (ARIA). Đĩa đơn này đã mang về cho Brown hai đề cử Giải thưởng Âm nhạc ARIA cho Đĩa đơn nghệ sĩ đột phá và Đĩa đơn bán chạy nhất. Tiếp nối thành công này, Brown đã ký hợp đồng thu âm Hoa Kỳ với Universal Republic thông qua hãng sản xuất RedOne's 2101 Records. Bản phối lại của "We Run the Night", với sự góp mặt của rapper người Mỹ Pitbull, được sản xuất bởi RedOne và phát hành tại Hoa Kỳ. Nó đạt vị trí số một trên bảng xếp hạng US Hot Dance Club Songs và vị trí thứ 26 trên bảng xếp hạng Billboard Hot 100 của Mỹ. Bản phối lại được đưa vào EP đầu tiên của Brown, When the Lights Go Out, được phát hành vào tháng 7 năm 2012. Brown cũng là một trong những thí sinh trong mùa thứ hai của show chương trình truyền hình thực tế I'm a Celebrity phiên bản Úc... Get Me Out of Here! năm 2016, nơi cô đứng thứ 6.

## Cuộc đời và sự nghiệp

### Tiểu sử
Brown sinh ra ở Melbourne, Úc trong gia đình có cha mẹ là người Pháp gốc Mauritian đến từ đảo Rodrigues. Trước khi bắt đầu làm DJ, cô đã ký hợp đồng với một hãng thu âm ở Vương quốc Anh với một nhóm tên là Fishbowl. Họ chuẩn bị phát hành đĩa đơn đầu tiên dưới nhãn hiệu này, nhưng nhóm đã tan rã và Brown chuyển sang làm DJ. Sau đó, cô bắt đầu biểu diễn tại các địa điểm xung quanh Melbourne và làm việc với các chương trình quảng bá trên khắp nước Úc.

## Ảnh hưởng
Brown khẳng định Janet Jackson là người có ảnh hưởng lớn nhất với cô ấy, cô nói rằng "I want to be Janet Jackson! But the DJ-slash-Janet Jackson—I want to be able to put on big shows, I want dancers, I want fireworks, I want it all." 

## Danh sách album
Album phòng thu
- Flashing Lights (2013)
- All Day (2020)

EPs
- When the Lights Go Out (2012)

## Chuyến lưu diễn
Tiêu đề
- Oz Tour (2013–14)[10][11]

Lưu diễn
- Rihanna's Good Girl Gone Bad Tour: Australian leg (2008)
- The Pussycat Dolls Doll Domination Tour: Australian leg (2009)
- Britney Spears's Circus Tour: Europe and Australia legs (select dates) (2009)
- Chris Brown's F.A.M.E. Tour: Australian leg (2011)
- Enrique Iglesias's Euphoria Tour: Australian leg (2011)
- Pitbull's Planet Pit World Tour: Australian leg (2012)
- Bruno Mars's The Moonshine Jungle Tour: Las Vegas (2014)

## Giải thưởng và đề cử
| Năm  | Sự kiện                       | Giải thưởng                                                              | Kết quả   |
| ---- | ----------------------------- | ------------------------------------------------------------------------ | --------- |
| 2011 | ARIA Music Awards             | Breakthrough Artist – Single ("We Run the Night")                        | Đề cử     |
| 2011 | ARIA Music Awards             | Highest Selling Single ("We Run the Night")                              | Đề cử     |
| 2011 | Poprepublic.tv IT List Awards | Australian Female Artist                                                 | Đề cử     |
| 2011 | Poprepublic.tv IT List Awards | Favourite DJ of 2011                                                     | Đoạt giải |
| 2011 | Poprepublic.tv IT List Awards | Breakthrough Artist of 2011                                              | Đoạt giải |
| 2012 | APRA Music Awards             | Dance Work of the Year – "We Run the Night" (Cassie Davis, Sean Mullins) | Đề cử     |
| 2012 | ARIA Music Awards             | Best Dance Release (When the Lights Go Out)                              | Đề cử     |
| 2012 | Channel [V] Awards            | [V] Oz Artist of the Year                                                | Đề cử     |
| 2012 | Poprepublic.tv IT List Awards | Favourite Australian Female Artist                                       | Đề cử     |
| 2012 | Poprepublic.tv IT List Awards | Favourite DJ of 2012                                                     | Đoạt giải |
| 2013 | Channel [V] Awards            | [V] Oz Artist of the Year                                                | Đề cử     |
| 2013 | Poprepublic.tv Awards         | Favourite DJ or Remixer of 2013                                          | Đoạt giải |
| 2013 | Poprepublic.tv Awards         | Favourite Australian Female Artist                                       | Đề cử     |
| 2014 | World Music Awards            | World's Best Female Artist                                               | Đề cử     |
| 2014 | World Music Awards            | World's Best Live Act                                                    | Đề cử     |
| 2014 | World Music Awards            | World's Best Entertainer of the Year                                     | Đề cử     |
| 2014 | World Music Awards            | World's Best Song ("Warrior")                                            | Đề cử     |
| 2014 | MTV Europe Music Awards       | Best Australia Act                                                       | Đề cử     |
| 2014 | ARIA Music Awards             | Song of the Year ("Warrior")                                             | Đề cử     |